# New York Dolls (album)
New York Dolls je eponymní debutové studiové album americké rockové skupiny New York Dolls. Jeho nahrávání probíhalo v newyorském studiu Record Plant Studios pod produkcí Todda Rundgrena. Album vyšlo v červenci 1973 u vydavatelství Mercury Records.

## Seznam skladeb
| Strana 1 (LP) | Strana 1 (LP)        | Strana 1 (LP)      | Strana 1 (LP) |
| Pořadí        | Název                | Autor              | Délka         |
| ------------- | -------------------- | ------------------ | ------------- |
| 1.            | Personality Crisis   | Johansen, Thunders | 3:43          |
| 2.            | Looking for a Kiss   | Johansen, Thunders | 3:20          |
| 3.            | Vietnamese Baby      | Johansen           | 3:39          |
| 4.            | Lonely Planet Boy    | Johansen, Thunders | 4:10          |
| 5.            | Frankenstein (Orig.) | Johansen, Sylvain  | 6:00          |

| Strana 2 (LP) | Strana 2 (LP) | Strana 2 (LP)      | Strana 2 (LP) |
| Pořadí        | Název         | Autor              | Délka         |
| ------------- | ------------- | ------------------ | ------------- |
| 1.            | Trash         | Johansen, Sylvain  | 3:09          |
| 2.            | Bad Girl      | Johansen, Thunders | 3:05          |
| 3.            | Subway Train  | Johansen, Thunders | 4:22          |
| 4.            | Pills         | Bo Diddley         | 2:49          |
| 5.            | Private World | Johansen, Kane     | 3:40          |
| 6.            | Jet Boy       | Johansen, Thunders | 4:40          |

## Obsazení
New York Dolls
- David Johansen – zpěv, harmonika, gong
- Johnny Thunders – sólová kytara, zpěv
- Sylvain Sylvain – rytmická kytara, klavír, zpěv
- Arthur „Killer“ Kane – baskytara
- Jerry Nolan – bicí

Ostatní hudebníci
- Todd Rundgren – klavír, klávesy, Moog syntezátor
- Buddy Bowser – saxofon
- Alex Spyropoulos – klavír